# قاضی برخط
داور برخط یک روش برخط برای آزمودن برنامه‌ها در مسابقات برنامه‌نویسی کامپیوتر است. از داور برخط برای آمادگی و تمرین در مسابقات برنامه‌نویسی نیز استفاده می‌شود.
داور برخط می‌تواند کد برنامه را کامپایل کند و نتیجه را با داده‌های از قبل درست شده (Test Case) مقایسه کند. همچنین می‌تواند محدودیت‌هایی بر روی کد ارسال شده در هنگام اجرا اعمال کند شامل محدودیت زمان اجرا، محدودیت حافظه و محدودیت‌های امنیتی. اگر خروجی این کد با داده‌های از قبل درست‌شده یکسان باشد، داور نتیجه را قابل قبول و در غیر این صورت نتیجه را اشتباه اعلام می‌کند. 

### لیستی از داورهای آنلاین
- A2 Online Judge
- CodeChef
- CodinGame
- Codeforces
- HackerRank
- Panda Online Judge
- Sphere Online Judge
- TopCoder
- UVa Online Judge
- Jan's LightOJ
- Hackerearth
- Dev Skill
- CoderzWar
- Kattis
- URI Online Judge
- LeetCode
- Don Mills Online Judge
- CS Academy
- Quera